# Ratko Štritof
Ratko Štritof (ur. 14 stycznia 1972 w Rijece) – były chorwacki piłkarz wodny, zdobywca srebrnego medalu Igrzysk Olimpijskich w Atlancie oraz uczestnik Igrzysk w Sydney i Igrzysk w Atenach.